# Plaxo
Plaxo – zlikwidowana internetowa książka adresowa, która została uruchomiona w 2002 roku. W latach 2008–2017 była spółką zależną dostawcy telewizji kablowej Comcast. Przez pewien okres w ramach usługi działał serwis społecznościowy.

## Historia
Firma została założona przez Seana Parkera i dwóch studentów inżynierii Uniwersytetu Stanforda, Todda Masonis i Camerona Ringa. Finansowana ze środków venture capital sumą 3,8 miliona dolarów, w tym funduszy Sequoia Capital, usługa została oficjalnie uruchomiona 12 listopada 2002 r.
W dniu 7 lipca 2005 r. Plaxo ogłosiło, że zawarło umowę z America Online dotyczącą zintegrowania usługi zarządzania kontaktami z produktami AOL i AOL Instant Messenger rozwijanymi przez tę firmę.
W grudniu 2003 r. Plaxo został skrytykowany przez dziennikarza technologicznego Davida Courseya, który był zdenerwowany otrzymaniem szeregu próśb od użytkowników Plaxo o aktualizację swoich danych kontaktowych (podobnych do spamu) i który zastanawiał się, w jaki sposób firma planuje zarabiać na bezpłatnej usłudze, która zbiera dane kontaktowe i sieciowe. Po „zmianach w Plaxo i rozmowach z pozostałymi współzałożycielami firmy” Coursey zmienił stanowisko.
W dniu 7 maja 2007 r. Comcast ogłosił, że podjął współpracę z Plaxo przy uruchomieniu swojej usługi komunikacyjnej SmartZone.
4 sierpnia 2007 r. Plaxo ogłosiło wydanie publicznej wersji beta serwisu społecznościowego Plaxo Pulse. Usługa umożliwiała udostępnianie treści z wielu różnych źródeł w sieci społecznościowej, w tym blogów, zdjęć, serwisów społecznościowych, usług oceniania i innych. Użytkownicy otrzymali możliwość selektywnego udostępniania i wyświetlania treści według wstępnie określonych kategorii (np. znajomi, rodzina, sieć biznesowa) lub niestandardowych grup. Plaxo Pulse była pierwszą witryną, która zawierałą działającą wersję kontenera OpenSocial.
W maju 2008 r. Plaxo ogłosiło, że podpisało umowę przejęcia przez Comcast. Warunki umowy nie zostały ujawnione. Tego samego miesiąca strona poinformowała, że liczba jej użytkowników osiągnęła próg 20 milionów osób. Comcast zakończył zakup Plaxo 1 lipca 2008 r.
W marcu 2010 roku ogłoszono, że prezes firmy Ben Golub zostanie zastąpiony przez dyrektora generalnego spółki, Justina Millera.
W marcu 2011 r.  firma ogłosiła zakończenie rozwoju sieci społecznościowej Plaxo Pulse.
W dniu 1 października 2017 r. Plaxo powiadomiło użytkowników o zamknięciu usługi Plaxo 31 grudnia 2017 r.